# Elfrida Larsson
Elfrida Idalia Larsson, tidigare Löwenborg, född 13 juli 1863 i Rogberga församling i Jönköpings län, död 26 mars 1955 i Falu Kristine församling i Kopparbergs län, var en svensk lokalpolitiker (De Moderata).

## Biografi
Elfrida Larsson blev 1911 en av de första 37 kvinnliga stadsfullmäktige i Sverige, och den första kvinnliga ledamoten i Faluns stadsfullmäktige tillsammans med Valborg Olander. 
Larsson var 1884–1892 lärare vid Storckenfeldtska skolan och östra och Västra Elementarläroverken för flickor i Jönköping. 
Elfrida Larsson gifte sig 1893 med ingenjör E. Larsson i Falun.